# يوروبوب
اليوروبوب أو البوب الأوروبي (Europop) هو أحد أساليب البوب الموسيقية الذي طور في أوروبا في السبعينات. أبرز ما يميزه هو الإيقاع الجذاب. كان الأسلوب الأكثر شعبية في أوروبا في السبعينات والثمانينات. أشهر نجوم اليوروبوب من فرنسا، وألمانيا، وإيطاليا، وهولندا، كما وجدت فرق سويدية كثير تستخدم هذا الأسلوب. في نهاية الثمانينات وبداية التسعينيات، كان أشهر فناني اليوروبوب هم روكسيت وآرمي أو لفرز. وفي التسعينيات أثرت بعض الفرق على الأسلوب بشكل جذري مثل سبايس غيرلز وباكستريت بويز. أبرز ما يميز البوب الأوروبي عن الأمريكي هو أن الأوروبي يدمج بين الموسيقى الراقصة مع موسيقى التيكنو.
أشهر من استخدم هذا الأسلوب: آبا، آرمي أوف لفرز، أكوا، ألكازار، أيس أوف بيس، أوزون، إيفل 65، باكستريت بويز، تاتو، تيك ذات، روكسيت، شوغابيبز، غيرلز ألاود، كايلي مينوغ، لورا بوسيني، ومودرن توكينغ.